# Abdelmalek Sellal
Abdelmalek Sellal (Constantina, 1 de agosto de 1948) es un político argelino que ocupó el cargo de primer ministro de Argelia desde el 29 de abril de 2014 hasta el 25 de mayo de 2017, cargo que ocupó anteriormente entre el 3 de septiembre de 2012 hasta el 13 de marzo de 2014. Antes de dirigir el gobierno ocupó diversos ministerios: de Interior entre 1998 y 1999, de Juventud y Deportes de 1999 a 2001, de Trabajo de 2001 a 2002, de Transportes de 2002 a 2004 y de Recursos Hidrológicos de 2004 a 2012.

## Primer ministro
Fue nombrado primer ministro en septiembre de 2012 por el presidente Abdelaziz Bouteflika, cuatro meses después de la contundente victoria de su partido, el Frente de Liberación Nacional, en las elecciones legislativas. Según un comunicado del presidente, el anterior primer ministro, Ahmed Ouyahia, que no lideró al partido en las elecciones, había presentado su dimisión. El mismo comunicado señalaba que la principal misión de Sella era preparar la reforma de la Constitución. En marzo de 2014 fue sustituido en el cargo por Youcef Yousfi.
Fue director de las campañas presidenciales de Abdelaziz Buteflika en 2004, 2009 y 2014 siendo sustituido para las elecciones de 2019 por Abdelghani Zalène. Algunos analistas interpretan la sustitución como reacción a las protestas por el anuncio de la candidatura de Buteflika a un quinto mandato.